# Крикоров, Артём Валерьевич
Артём Валерьевич Крикоров (13 июня 1975) — российский футболист, полузащитник.
Воспитанник майкопской ДЮСШ. В 1993 году играл в чемпионате Краснодарского края за «Меоты» Тульский. В 1994—1997 годах выступал за команду первой лиги «Дружба» Майкоп. В 1998—1999 годах играл во втором дивизионе за «Торпедо» Армавир и «Славянск» Славянск-на-Кубани. В 2000—2001 годах в составе клуба «Неман-Белкард» Гродно провёл 43 матча, забил один гол в чемпионате Белоруссии, в 2001 году за дубль команды в 10 играх забил один гол. Профессиональную карьеру завершил в 2002 году в команде второго дивизиона России «Спартак» Анапа. В дальнейшем выступал на любительском уровне за «Авангард» Лазаревское (2003—2004), ФК «Белореченск» (2005), «Урожай» Тульский (2007).